# Hjalmar Nyström
Hjalmar Eemil Nyström (* 28. März 1904 in Helsinki; † 6. Dezember 1960 ebenda) war ein finnischer Ringer.

## Leben
Er wuchs in Helsinki auf und gehörte dem Helsingin Atleettiklubi an. Er war zusammen mit Arvo Niemelä der dominierende finnische Schwergewichtsringer in den 1930er Jahren. 1924 wurde er erstmals finnischer Meister im griechisch-römischen Stil, wurde aber bei den Olympischen Spielen in Paris im, ihm damals noch unbekannten, freien Stil eingesetzt und schied prompt nach der ersten Runde nach einer Niederlage gegen den Schweizer Robert Roth aus. Bei internationalen Meisterschaften gewann er sechs Medaillen, schaffte aber nie den Sprung auf das oberste Treppchen. Besonders erfolgreich war Nyström in den traditionellen Länderkämpfen gegen Schweden. Von 12 Kämpfen gewann er 10 und schlug dabei die gesamte schwedische Elite angefangen von Carl Westergren über Rudolf Svensson, Johan Richthoff, Georg Nielsen, Thure Sjöstedt bis zu John Nyman. 1932 konnte er von seinem Verband aus finanziellen Gründen nicht zu den Olympischen Spielen nach Los Angeles entsandt werden, obwohl er ein sicherer Medaillenkandidat war.

## Internationale Erfolge
(OS = Olympische Spiele, EM = Europameisterschaft, gr = griechisch-römischer Stil, F = Freistil, S = Schwergewicht)
- 1928, Silbermedaille, OS in Amsterdam, gr, S, mit Siegen über Georg Gehring, Deutschland, Mehmet Çoban, Türkei, Eugen Wiesberger senior, Österreich, Raymund Badó, Ungarn und einer Niederlage gegen Rudolf Svensson, Schweden;
- 1929, 4. Platz, EM in Dortmund, gr, S, mit Siegen über Einar Hansen, Dänemark, Aleardo Donati, Italien und Niederlagen gegen Rudolf Svensson und Georg Gehring;
- 1929, 2. Platz, Intern. Turnier in Stockholm, gr, S, hinter Rudolf Svensson u. vor Geogg Nilsson, Schweden;
- 1930, 2. Platz, EM in Stockholm, gr, S, mit Siegen über Georg Gehring, Otto Viikberg, Estland und einer Niederlage gegen Johan Richthoff, Schweden;
- 1931, 2. Platz, EM in Prag, gr, S, mit Siegen über Georg Gehring, Josef Urban, Tschechoslowakei, Aleardo Donati und einer Niederlage gegen Carl Westergren, Schweden;
- 1931, 1. Platz, Intern. Turnier in Göteborg, GR, S, vor Johan Richthoff u. Carl Westergren;
- 1934, 3. Platz, EM in Stockholm, F, S, mit Siegen über Willi Müller, Deutschland und Niederlagen gegen Josef Klapuch, Tschechoslowakei und Thure Sjöstedt, Schweden;
- 1935, 2. Platz, EM in Kopenhagen, gr, S, mit Siegen über John Nyman, Schweden, Alberts Zvejnieks, Lettland und einer Niederlage gegen Kurt Hornfischer, Deutschland;
- 1936, Bronzemedaille, OS in Berlin, F, S, mit Siegen über George Chiga, Kanada, Robert Herland, Frankreich und Niederlagen gegen Nils Åkerlindh, Schweden und Kristjan Palusalu, Estland;
- 1936, 5. Platz, OS in Berlin, gr, S, mit Siegen über Aleardo Donati, Italien, Emil Larsen, Dänemark und Niederlagen gegen Mehmet Çoban und John Nyman;
- 1939, 5. Platz, EM in Oslo, gr, S, mit Sieg über Kurt Hornfischer und Niederlagen gegen Gyula Bóbis, Ungarn und Johannes Kotkas, Estland.

## Nationale Erfolge
Hjalmar Nyström gewann die finnische Meisterschaft im Schwergewicht, griechisch-römischen Stil in den Jahren 1924, 1926, 1927, 1928, 1930, 1931, 1935, 1936, 1937 und 1939. 1932, 1933, 1934 und 1938 wurde er jeweils Vizemeister hinter Arvo Niemelä.